# Copa RN
La Copa RN es el torneo de copa de fútbol del estado de Río Grande del Norte en el que participan los equipos del estado. El campeón clasifica a la Copa de Brasil y a la Copa del Nordeste.

## Historia
La copa fue creada en 2004 por la Federación Norteriograndense de Fútbol originalmente como un torneo de preparación para el Campeonato Potiguar, pero a partir de 2008 se le dio relevancia cuando se otorgó la clasificación directa a la Copa de Brasil, y a partir del 2013 también otorgaba la clasificación a la Copa del Nordeste.

## Ediciones anteriores
| Año  |            | Final       | Final               | Final |
| Año  | Campeón    | Resultado   | Finalista           |       |
| ---- | ---------- | ----------- | ------------------- | ----- |
| 2004 | Baraúnas   | 1 - 0 2 - 0 | Potiguar de Mossoró |       |
| 2005 | ABC        | 1 - 0 2 - 3 | Potiguar de Mossoró |       |
| 2006 | América    | 3 - 1 1 - 1 | ABC                 |       |
| 2007 | Baraúnas   | 3 - 2 3 - 2 | América             |       |
| 2008 | ABC        | 2 - 3 3 - 0 | Santa Cruz          |       |
| 2009 | ASSU       | 2 - 2       | Santa Cruz          |       |
| 2010 | Corintians | 1 - 3 2 - 0 | América             |       |
| 2011 | ABC        | Round Robin | América             |       |
| 2012 | América    | 4 - 1 2 - 0 | Baraúnas            |       |
| 2013 | América    | 2 - 0 1 - 0 | Corintians          |       |
| 2014 | Globo FC   | Round Robin | América             |       |
| 2015 | ABC        | Round Robin | América             |       |
| 2016 | ABC        | 2 - 0       | Alecrim             |       |
| 2017 | ABC        | 4 - 0 2 - 1 | Potiguar de Mossoró |       |
| 2018 | ABC        | Round Robin | América             |       |
| 2019 | América    | 2 - 0       | Potiguar de Mossoró |       |
| 2020 | ABC        | 1 - 1       | América             |       |
| 2021 | ABC        | 1 - 1       | Santa Cruz de Natal |       |
| 2022 | América    | 0 - 0       | ABC                 |       |

## Títulos por equipo
| Club                | Títulos                                                  | Finales                                      |
| ------------------- | -------------------------------------------------------- | -------------------------------------------- |
| ABC                 | 9 (2005, 2008, 2011, 2015, 2016, 2017, 2018, 2020, 2021) | 2 (2006, 2022)                               |
| América             | 5 (2006, 2012, 2013, 2019, 2022)                         | 7 (2007, 2010, 2011, 2014, 2015, 2018, 2020) |
| Baraúnas            | 2 (2004, 2007)                                           | 1 (2012)                                     |
| Corintians          | 1 (2010)                                                 | 1 (2013)                                     |
| ASSU                | 1 (2009)                                                 | 0                                            |
| Globo FC            | 1 (2014)                                                 | 0                                            |
| Potiguar de Mossoró | 0                                                        | 4 (2004, 2005, 2017, 2019)                   |
| Santa Cruz          | 0                                                        | 2 (2008, 2009)                               |
| Alecrim             | 0                                                        | 1 (2016)                                     |
| Santa Cruz de Natal | 0                                                        | 1 (2021)                                     |